# Cadillacresan
Cadillacresan var en radioföljetong i 15 delar efter en bok av Jan-Olof Sandgren som sändes i Barnradion Sveriges Radio P3 under våren 2000.
- Radiobearbetning av Hans Ernback och Bosse Ternström.
- Berättare: Katarina Ewerlöf
- I rollerna: Leo Hallerstam, Mylaine Hedreul, Jan Waldekranz och Cecilia Ljung

## Handling
Egil, 6 år, kryper in i en Cadillac Eldorado cabriolet som står parkerad utanför Bengans Bilservice, för att lukta på sätena. Hans storasyster Myran försöker dra ut honom därifrån, men när ägaren kommer gömmer de sig på golvet. Bilen startar och åker iväg med ett vrål ut på E4:an. På det sättet blir Egil och Myran ofrivilliga fripassagerare när raggarkungen Åke bestämmer sig för att ta med sitt hjärtas dam Gittan till Danmark för att slå runt. Men det blir förstås inte som Åke hade tänkt sig. Två extra barn i baksätet förvandlar denna kärlekssemester till en mardröm... eller kanske inte. Allt slutar förstås lyckligt.